# Enicosanthum acuminatum
Enicosanthum acuminatum là loài thực vật có hoa thuộc họ Na. Loài này được (Thwaites) Airy Shaw mô tả khoa học đầu tiên năm 1939.